# Oswald Mathias Ungers

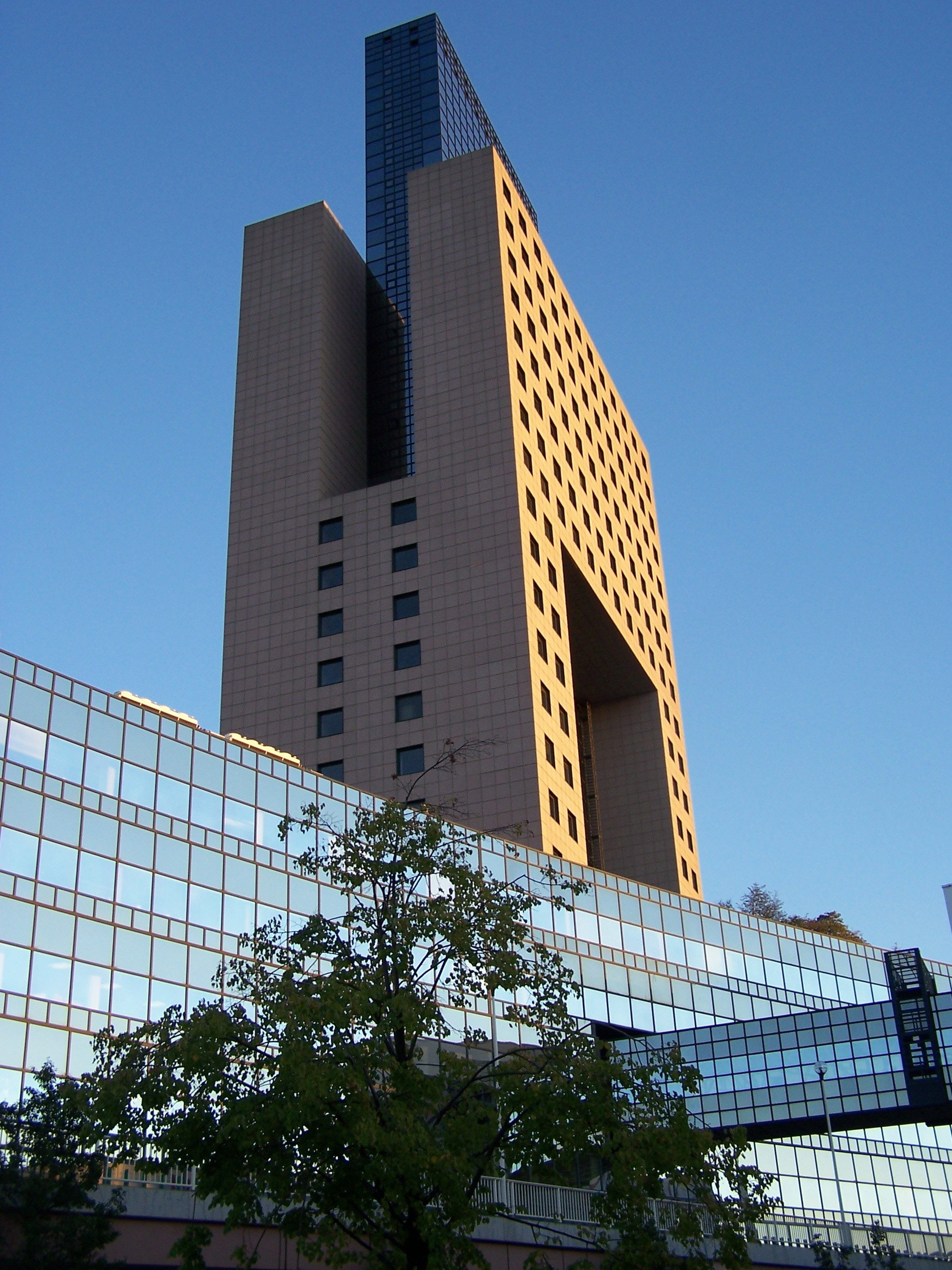
Torhaus der Frankfurter Messe

Oswald Mathias Ungers (* 12. Juli 1926 in Kaisersesch; † 30. September 2007 in Köln) war ein deutscher Architekt und Architekturtheoretiker.

## Leben
Oswald Mathias Ungers war der Sohn des Postbeamten Anton Ungers und dessen Ehefrau Maria, geb. Michels. Er besuchte von 1932 bis 1945 die Grundschule und das Realgymnasium in Mayen. Kurz vor dem Ende des Zweiten Weltkriegs wurde Ungers zum Militär eingezogen und bei Kriegsende gefangen genommen. Nach seiner Freilassung machte er 1946 am Megina-Gymnasium das Abitur und studierte von 1947 bis 1950 an der Technischen Hochschule Karlsruhe bei Egon Eiermann Architektur. Nach erfolgreichem Abschluss als Diplom-Ingenieur im Jahr 1950 arbeitete er zunächst vier Jahre in Partnerschaft mit dem bereits vielbeschäftigten Architekten Helmut Goldschmidt zusammen. Aus dieser Zeit stammen 22 gemeinsam realisierte Bauten. Mit der Akquisition für die „Oberhausener Institute zur Erlangung der Hochschulreife“ im Jahr 1953/54 löst sich die Partnerschaft „Goldschmidt + Ungers“ auf und Ungers gründet sein eigenes Architekturbüro in Köln. Es folgen weitere in Berlin (1964), Frankfurt am Main (1974) und Karlsruhe (1983). Dreh- und Angelpunkt war und blieb jedoch das Büro in der Quadrather Straße in Köln-Müngersdorf, mit Karl–Lothar Dietzsch, der von 1953 bis zu seinem Tode während des Errichtung des Bonner Universitätsclubs am 26. Februar 1989 bei insgesamt 54 Projekten beteiligt war.
Ungers war seit 1963 Professor an der Technischen Universität Berlin (Nachfolge Hans Scharoun) und dort von 1965 bis 1967 Dekan der Fakultät für Architektur. Im Jahr 1967 wurde er Professor an der Cornell University in Ithaca im Bundesstaat New York und deren „Chairman of the Department of Architecture“ von 1969 bis 1975. Zudem erhielt er Gastprofessuren an der Harvard University in Cambridge (1973), der University of California in Los Angeles (UCLA) (1974–1975), der Hochschule für angewandte Kunst in Wien (1979–1980) und der Kunstakademie Düsseldorf (1986–1990). Ungers war Mitglied der Akademie der Künste (Berlin).
Ungers war verheiratet mit der Diplom-Kauffrau Liselotte Ungers, geborene Gabler (1925–2010). Aus der Ehe gingen ein Sohn, Simon Ungers (1957–2006), der selbst erfolgreicher Architekt wurde, und die Töchter Sibylle (1960) sowie Sophia (1962) hervor.
Ungers starb im Alter von 81 Jahren an den Folgen einer Lungenentzündung. Er wurde am 11. Oktober 2007 auf dem Kölner Friedhof Melaten bestattet.

## Wirken

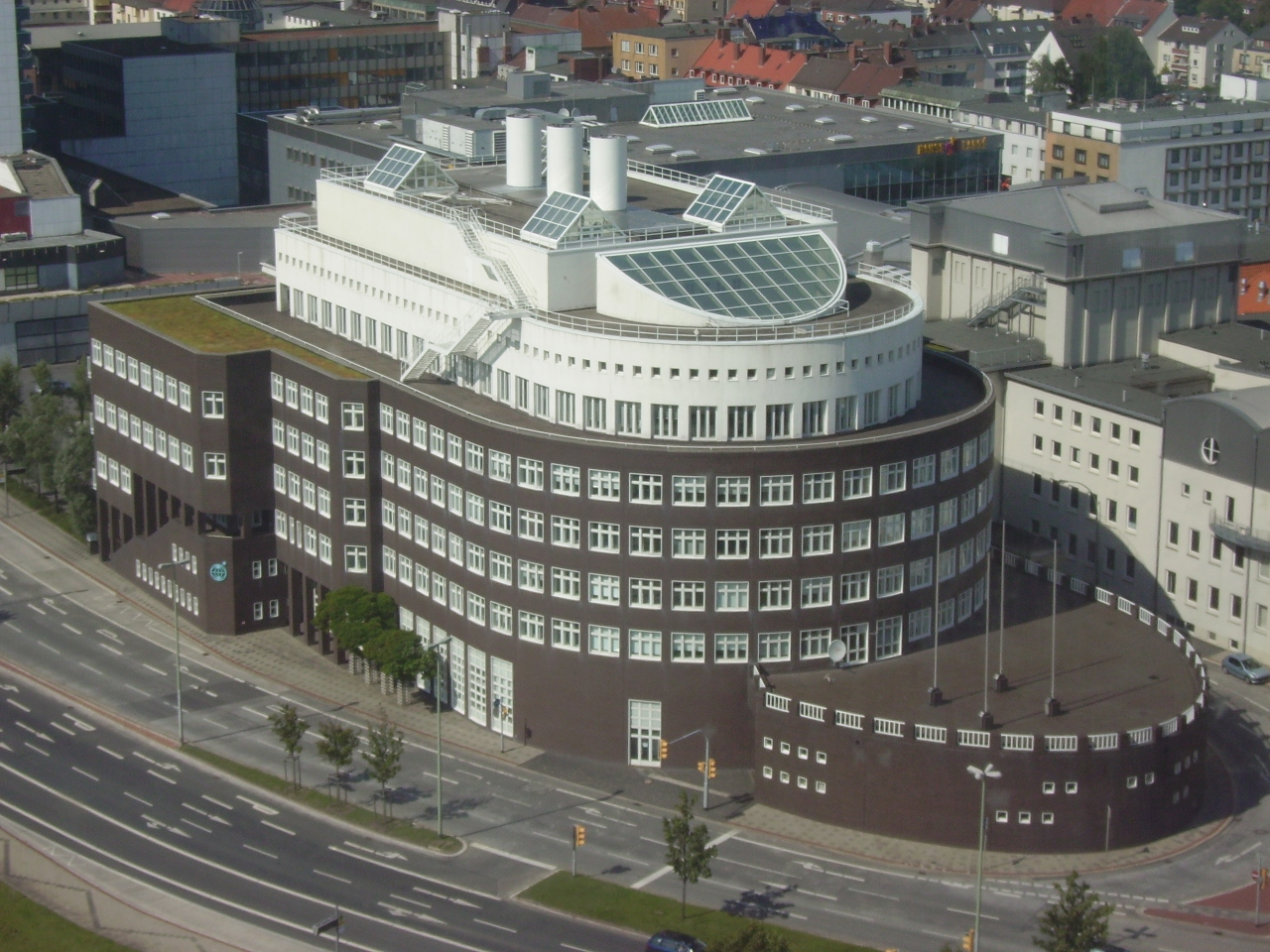
Alfred-Wegener-Institut in Bremerhaven (1980–1984) (Foto: 2007)

Bereits die ersten klar gegliederten Bauten, meist Wohn- und Geschäftshäuser aus der Partnerschaft mit Helmut Goldschmidt zu Beginn der 1950er Jahre, dokumentieren, dass es Ungers um weit mehr ging als um Form, die angeblich der Funktion zu folgen hat. Beispielhaft steht dafür das eigene Wohnhaus, in Köln-Müngersdorf, das sich zu einer Ikone der Nachkriegsmoderne entwickelte. Es ging ihm um das Wesen(-tliche): „Inhalt und Form sind miteinander verknüpft, als Teile des ganzen Wesens eines Gebäudes“ (Louis Sullivan zu seinem 1895 fertiggestellten Prudential Building). In dieser Suche nach Identität lassen sich die ersten Ansätze auf Ungers’ Anspruch nach einer autonomen Architektur erkennen, die ihn genau wie Aldo Rossi, später noch ausführlich beschäftigen sollte. Im Jahr 1960 verfasste er mit Reinhard Gieselmann ein Manifest in dem es u. a. heißt:

„Architektur ist partielle Schöpfung. Jeder schöpferische Vorgang aber ist Kunst. Ihm gebührt der höchste geistige Rang. Technik ist Anwendung von Wissen und Erfahrung. Technik und Konstruktion sind Hilfsmittel der Verwirklichung. Technik ist nicht Kunst. Form ist Ausdruck des geistigen Gehaltes.“

Schlüssig folgte daraufhin das Wettbewerbsprojekt für das Erzbischöfliche Gymnasium in Bonn-Beuel (1961), das erkennbar mehr sein wollte, als eine Ansammlung von Klassenräumen. Ab 1963 entwickelte Ungers schrittweise seine Idee von der Großform, die er später weiter ausformulierte und als Konzept an der TU Berlin als Broschüre drucken ließ („Großformen im Wohnungsbau“, Veröffentlichungen zur Architektur (VzA 05), erste Auflage 1966). Zwischen dem „Manifest“ und den Bauvorhaben der „Neuen Stadt“ in Köln-Seeberg (1961–64) am Asternweg und dem Märkischen Viertel in Berlin-Wittenau (1962–67 und modernisiert von 2007 bis 2008) begann „für Ungers eine Phase der theoretischen Auseinandersetzung mit seiner entwerferischen Praxis. Er ist damit konfrontiert, dass er seine Vorhaben – in der Baupraxis wie in der Lehre – rechtfertigen muss“ und folgert: „Jede Wohnung und jedes Haus muss gleichzeitig außer nur Wohnung oder nur Haus für sich selbst zu sein an etwas Allgemeinen beteiligt werden: an einer Straße, an einem Platz, an einer Wand, einer Kette; sie können Turm, Tor, Sockel, Berg, Terrasse oder einen ganzen Komplex von Formulierungen bilden.“
Mit Bezug zu Leon Battista Alberti entwickelte Ungers nun komplexe Gebäudekonfigurationen wie den ikonischen Entwurf einer kleinen Studentenstadt auf der grünen Wiese für die 1961 gegründete holländische TH Twente in Enschede (1964), die Ansammlung der Museen Preußischer Kulturbesitz in Berlin (1965) und die Anlage für die Deutsche Botschaft beim Heiligen Stuhl in Rom (1965). Parallel dazu behielt Ungers bei Projekten wie der Wohnbebauung am Rupenhorn (1965–70), der Wohnbebauung Ruhwald (1965–67) oder der Erweiterung des Flughafens Berlin-Tegel (1966) eine strikte Linearität bei, die mit dem Auftauchen von Rem Koolhaas bei den Wettbewerben Landwehrkanal-Tiergartenviertel (1973) und IV. Ring, Berlin-Lichterfelde (1974) begann sich ins leicht Surrealistische zu verschieben, unabhängig von seinen jeweiligen anderen Mitarbeitern. Bezeichnend dafür ist die Ausstellung City - Metaphors im Cooper Hewitt Museum of Design in New York City (1976–1977), in der sich Ungers neben seinen Ausstellungstafeln als Schattenbild des Magritte-Mannes beteiligte. Keines der genannten Wettbewerbsprojekte war erfolgreich, auch sein kristalliner Entwurf für das damalige Kölner Wallraf-Richartz Museum, (heute Museum Ludwig), als surrealer Kontrapunkt für die verschliffene Kölner Altstadt am Rhein blieb ebenso ungebaut, wie die Miniaturansammlung der Wohnhäuser an der Ritterstraße in Marburg.

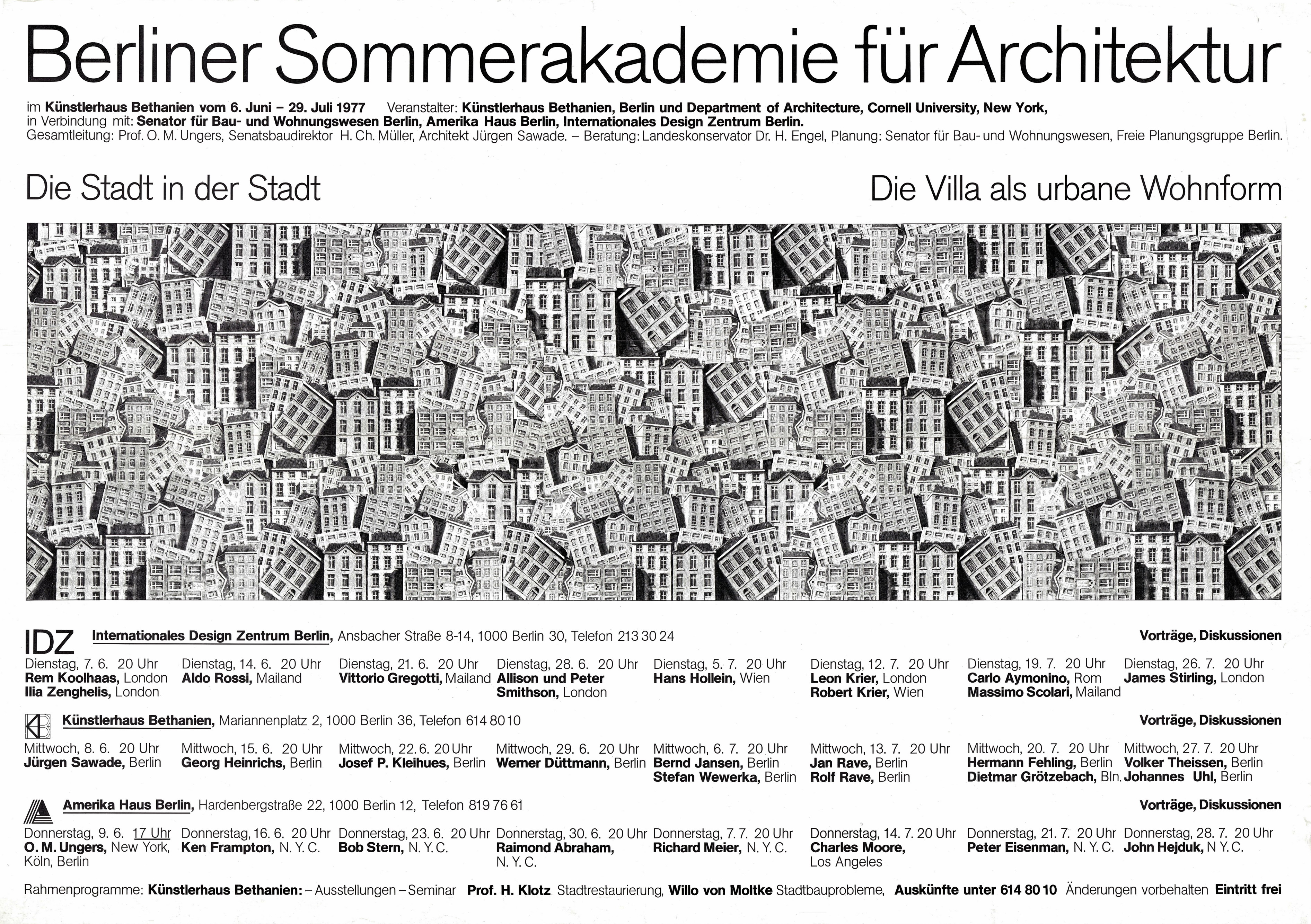
Poster der Veranstaltungen zur Ersten Berliner Sommerakademie "Stadt" und "Villa" (1977)

1975, mit der Aufgabe seiner Position als Leiter der Architekturabteilung an der Cornell University und der Rückkehr aus den USA (ab 1976) und seiner dort, in der Phase des "Nichtbauens", entwickelten Theorien, entsteht eine Art zweites "Manifest", das in der Sommerakademie in Berlin 1977 mit den beiden Themen The Urban Villa und The City in the City und  im Vorlauf zur Internationalen Bauausstellung Berlin Gestalt annimmt. "Das Städtearchipel, das Berlin als Ausgangspunkt nimmt, sich aber als allgemeines Großstadt-Modell versteht, wendet sich gleichermaßen gegen eine beliebige Vielfalt und gegen eine essentialistische Einheit. Ziel der Reduktion ist nicht die Zurückführug auf Wesentliches oder die Ausrichtung an einem Ideal, sondern eine auf Mannigfaltigkeit beruhende Einheit". 1978 folgt, die zweite Berliner Sommerakademie mit The Urban Garden unter Beteiligung von Heinrich Klotz.
Mit dessen Unterstützung beim Projekt Ritterstrasse in Marburg gelang es Ungers als Architekt schrittweise in Deutschland Fuß zu fassen. Mit der Direktbeauftragung und Realisierung des Deutschen Architekturmuseums (1979–84) sowie zweier kleinerer Projekte in Berlin, Ende der 1970er Jahre, kam der Durchbruch und mit Großprojekten wie dem Messehaus 9 und der Galleria für die Messe Frankfurt (1980–83), dem Alfred-Wegener-Institut für Polarforschung in Bremen (1980–84) und dem Bau der Badischen Landesbibliothek in Karlsruhe, begann er Einfluss auf das Architekturgeschehen in Deutschland zu nehmen.
Wie kompliziert die Einordnung von Ungers ist, zeigte sich beim Bau seines Einfamilienhauses in Köln-Müngersdorf (1958-59). Ihm wurde vorgeworfen, ein Haus geschaffen zu haben, das zu „expressionistisch“ und skulptural/persönlich war. Ein innovativer Aspekt des Gebäudes, die „ehrliche“ Verwendung von unlackiertem und unbeschichtetem Sichtbeton und Klinkerziegel war einer der Gründe, warum das Gebäude als frühes Manifest des Brutalismus gewertet wurde. Aus diesem Grund nahm es Reyner Banham in seinem Buch über den Brutalismus auf (The New Brutalism, The Architectural Press, London 1966), was weder in Bezug auf die vermutete expressionistische Architektur noch auf den angedichteten Brutalismus als Stilmittel zutraf.
Mit seinen ikonenartigen Gebäuden, die jeweils eine klar formulierte Antwort auf den bestehenden Kontext geben, wurde das weniger kompliziert. Auch sie riefen, ebenso wie die postmodernen Gebäude von James Stirling, teilweise Widerspruch hervor, den Ungers jedoch positiv als Auseinandersetzung mit seiner geistigen Haltung interpretierte. An Wettbewerben, so sein Diktum, nimmt man nicht einfach teil, sondern sollte „ein Statement abgeben.“ Ab den 1980er Jahren zeichnen sich seine Bauten durch strenge geometrische Gestaltungsraster aus und die komplexen, vielfach lesbaren Gebäudeagglomerationen der 60er Jahre verschwinden. Grundlegende gestalterische Elemente seiner Architektur sind nun elementare Formen wie Quadrat, Kreis bzw. Kubus und Kugel, die Ungers in seinen Entwürfen variierte und transformierte. Dies wird auch in der Fassadengestaltung sichtbar. Als Architekturtheoretiker und Hochschullehrer entwickelte Ungers das, was seine Kritiker den „Quadratismus“, seine Bewunderer den „deutschen Rationalismus“ nannten. Er griff dabei zurück auf die Lehre Jean-Nicolas-Louis Durands, der 1820 seine Musterbücher mit geometrischen Urtypen für „jedes x-beliebige Bauwerk“ publiziert hatte. Er entwickelte die Durand’sche Logik von den Bautypologien "mit Bezug auf Arthur Schopenhauers Schrift Die Welt als Wille und Vorstellung jedoch weiter, um in der Idee eines „metaphysischen Wunsches“, eine durch Bilder strukturierte Realität zu schaffen". Ungers berief sich in seiner Formensprache explizit auf elementare und vom jeweiligen Zeitgeschmack unabhängige Gestaltungsmittel der Architektur. Seine historischen Vorbilder in der Architekturgeschichte kommen mit Vitruv aus der römisch-griechischen Antike, mit Palladio aus der Renaissance und mit Boulleé aus der Revolutionsarchitektur. Sein Werk wurde daher aber auch gelegentlich als formalistisch kritisiert. Im Zusammenhang mit seiner Bebauung auf dem Messegelände Frankfurt wurde oft von einer „neuen Klarheit“ gesprochen. Das gilt besonders für die beiden eigengenutzten Wohnbauten: Haus Ungers II, "Glashütte" (1988) in Utscheid in der Eifel und das Haus Ungers 3, "Haus ohne Eigenschaften", in Köln (1994–1996). Wie kaum ein anderer Architekt ist Ungers seiner einmal gewählten Formensprache über Jahrzehnte treu geblieben. Er zählt zu den maßgeblichen Theoretikern der Zweiten Moderne, dessen architektonisches und städtebauliches Werk weiterhin Gegenstand der Forschung ist.
Die bekanntesten Schüler und Mitarbeiter von Ungers, die wesentlichen Anteil am Gesamtouvre haben, sind neben anderen Stefan Wewerka, Ludwig Leo, Franz Oswald, Rob Krier, Jürgen Sawade, Jonas Geist, sowie Hans Kollhoff, Thomas Will, Simon Ungers, Jo. Franzke, Max Dudler, Walter A. Noebel, Karl-Heinz Petzinka, Helmut Kleine-Kraneburg, Uwe Schröder und Eun Young Yi.

## Bauwerke (Auswahl)

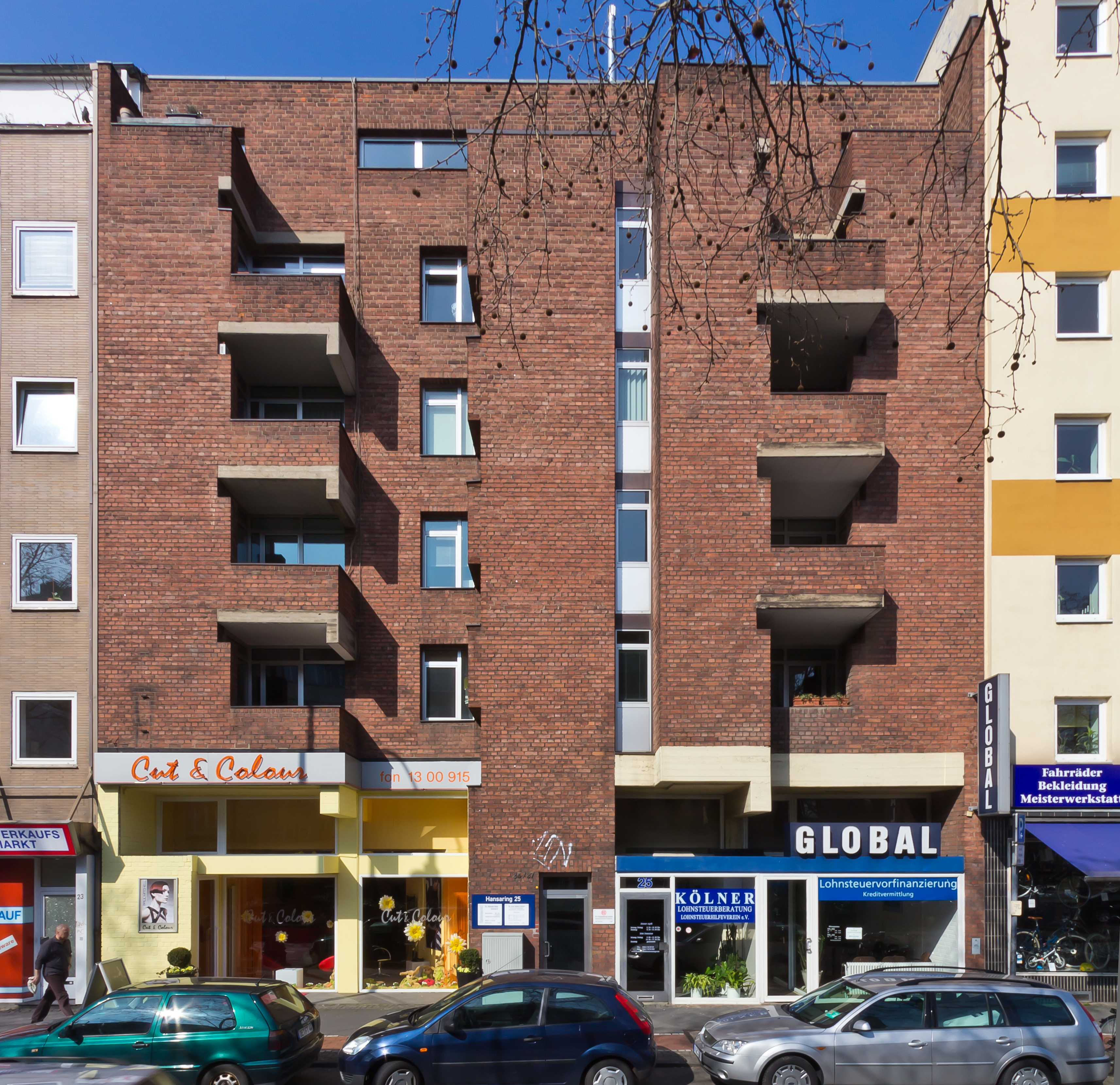
Wohn- und Geschäftshaus in Köln, Hansaring 25–27 (1959) (Foto: 2012)

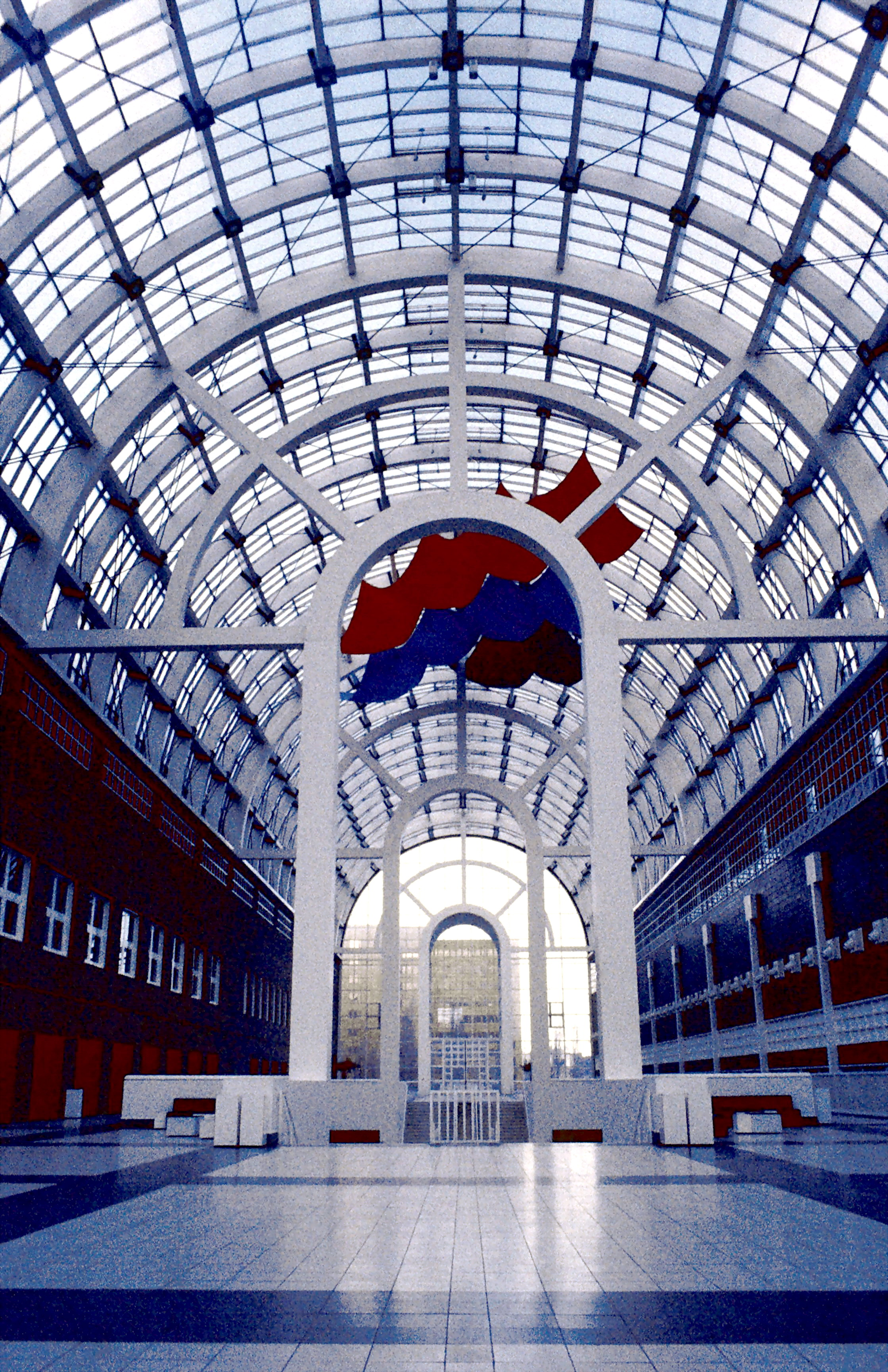
Messe Frankfurt, die "Galleria" zwischen den Hallen 8 und 9 (1980-83) (Foto: 2024)

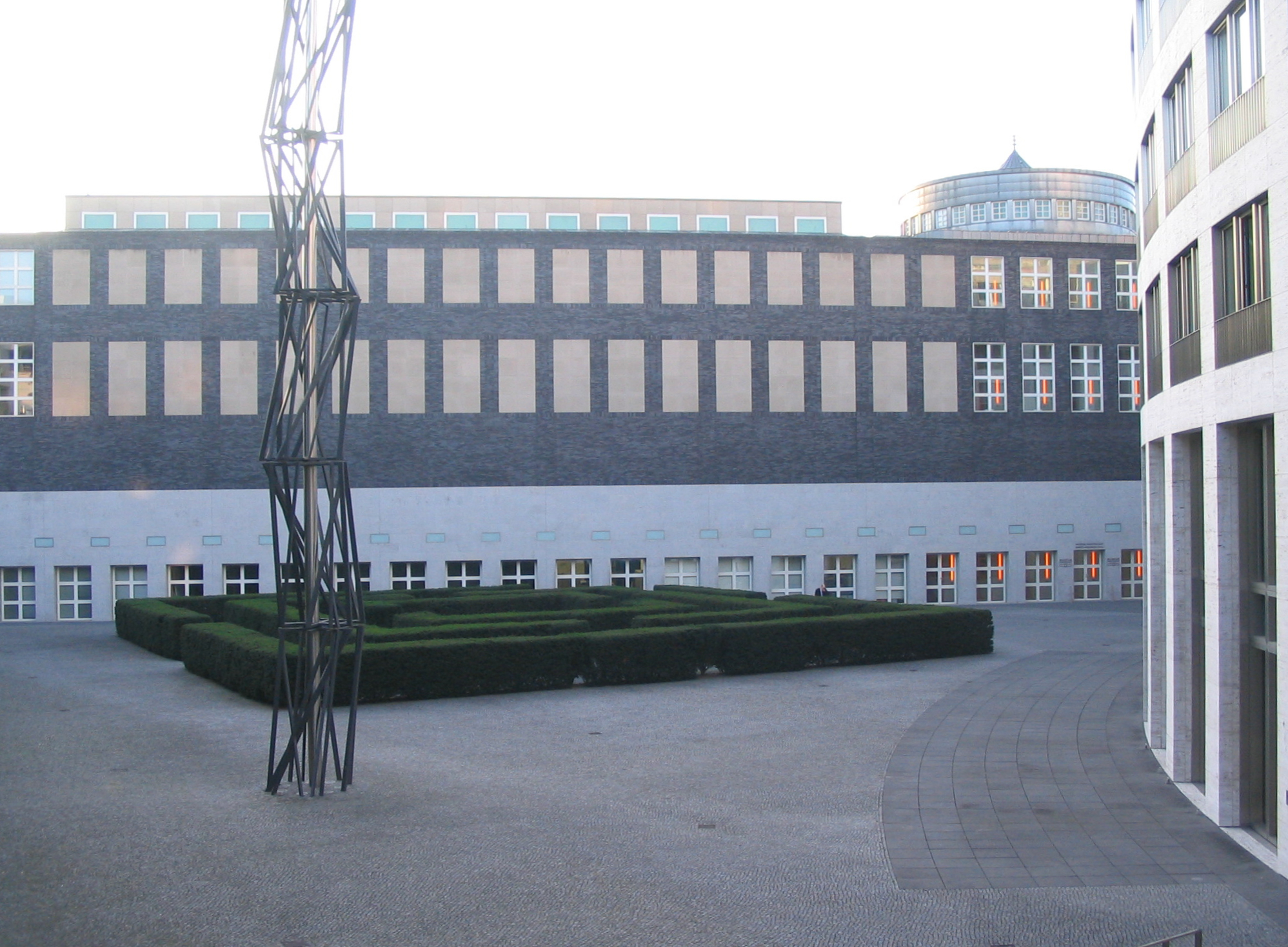
Erweiterung Kunstpalast Düsseldorf und Atriumgebäude (rechts) (1995–2001) (Foto: 2011)

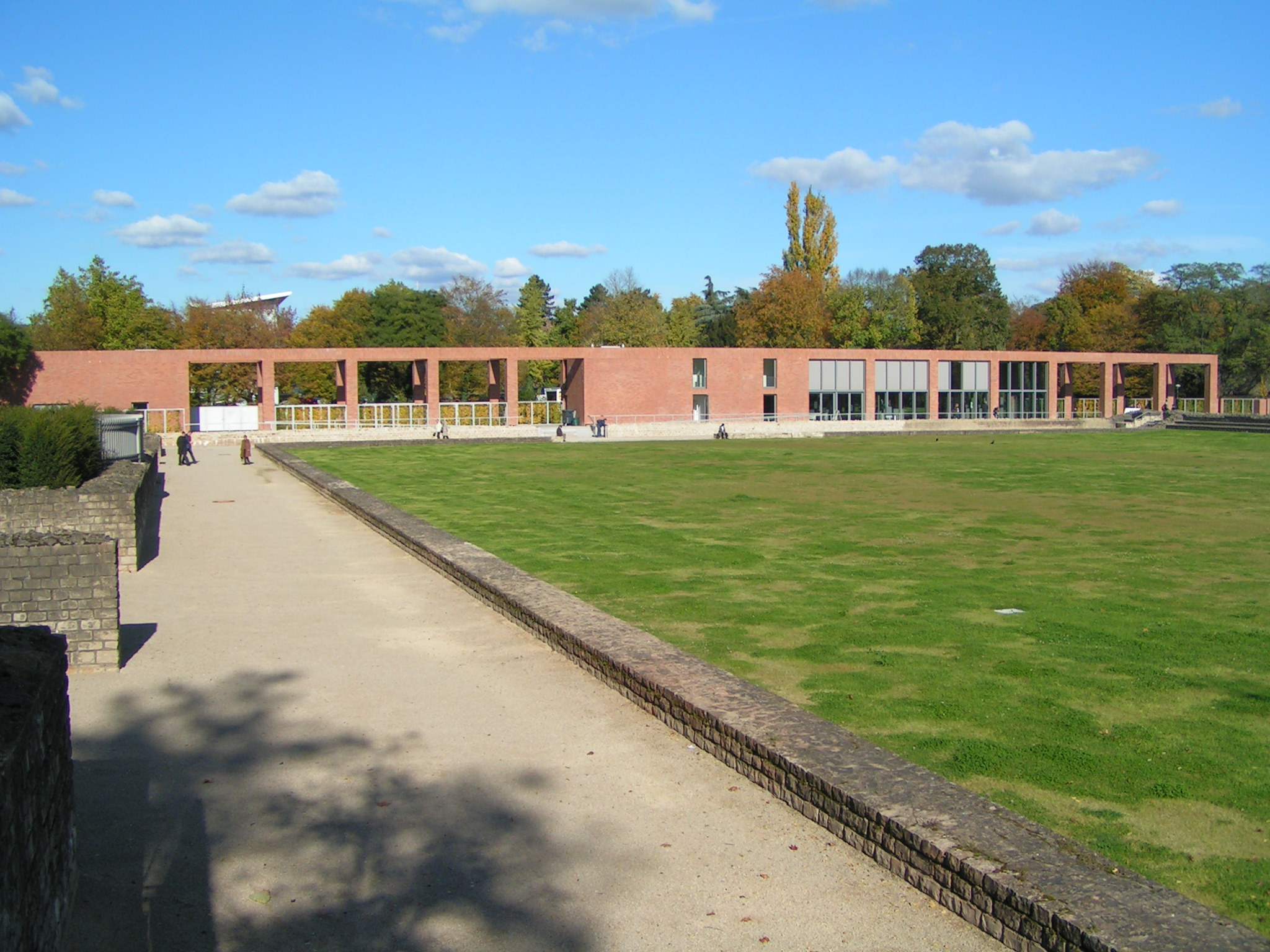
Eingangsbereich der Kaiserthermen in Trier (2006–07) (Foto: 2007)

- 1951: Einfamilienhaus in Köln-Dünnwald, Oderweg
- 1951: Mehrfamilienhaus in Köln-Braunsfeld, Hültzstraße ⊙
- 1951: Kleiderfabrik und Wohnhaus in Köln, Aachener Straße
- 1952–1953: Mehrfamilienhaus in Köln-Neustadt, Riehler Straße 29–31 (mit Helmut Goldschmidt) ⊙
- 1953–1958 und 1967–1969: Bauten für das Institut zur Erlangung der Hochschulreife in Oberhausen ⊙
- 1955–1957: Mehrfamilienhaus in Köln-Dellbrück, Brambachstraße
- 1956: Einfamilienhaus W. in Köln-Rodenkirchen[47]
- 1956: Studentenwohnheim an der Goldenfelsstraße 19 (heute Hygieneinstitut der Universität zu Köln) in Köln-Lindenthal ⊙
- 1957–1958: Zweifamilienhaus Müller in Köln-Lindenthal, Werthmannstraße ⊙
- 1958–1959: Eigenes Wohn- und Bürohaus in Köln-Müngersdorf, Belvederestraße (1989/90 erweitert, heute Ungers Archiv)[48] ⊙
- 1958–1959: Mehrfamilienhaus H. in Köln-Dellbrück, Schilfweg 6 ⊙
- 1959: Wohnanlage in Köln-Nippes, Mauenheimerstraße ⊙
- 1959: Mehrfamilienhaus in Wuppertal-Elberfeld, Mozartstraße ⊙
- 1959–1961: Wohnbebauung in Köln-Mauenheim, Eckewartstraße ⊙
- 1960–1961: Einfamilienhaus in Overath, Schulstraße
- 1960–1964: Verlagsgebäude und Druckerei in Köln-Braunsfeld, Stolberger Straße ⊙
- 1962: Haus Wokan in Bad Homburg vor der Höhe
- 1962: Villa Steimel in Hennef (2017 ungenehmigt abgerissen)[49][50]
- 1962–1967: Wohnanlage im Märkischen Viertel in Berlin[51], ⊙
- 1965–1966: Wohnanlage am Asternweg in Köln-Seeberg ⊙
- 1967: Mehrfamilienhaus in Köln-Neustadt, Hansaring 25 ⊙
- 1976–1985: Renovierung und Umbau Schloss Morsbroich in Leverkusen ⊙
- 1979–1983: Wohnanlage am Lützowplatz in Berlin (im Rahmen der IBA, 2013 abgerissen)[52][53]
- 1979–1984: Deutsches Architekturmuseum in Frankfurt am Main ⊙
- 1980–1983: Galleria, Messehalle 9 und Messe Torhaus auf dem Messegelände in Frankfurt am Main ⊙
- 1980–1984: Hauptgebäude des Alfred-Wegener-Instituts in Bremerhaven ⊙
- 1983–1984: Masterplan der Forellenwegsiedlung in Salzburg (Bau 1990, mit Aldo Rossi und Adolf Krischanitz) ⊙
- 1983–1991: Badische Landesbibliothek in Karlsruhe ⊙
- 1986–1988: Villa Glashütte in Utscheid[54] ⊙
- 1986–1996: Erweiterungsbau „Galerie der Gegenwart“ für die Hamburger Kunsthalle ⊙
- 1987–1994: Residenz des deutschen Botschafters in den USA in Washington, D.C. mit Peter Kretz (nach Wettbewerb 1. Stufe in 1882)[55][56]
- 1989–1996: Thermen am Viehmarkt in Trier ⊙
- 1989–1990: Ikonen-Museum in Frankfurt am Main ⊙
- 1990–1991: Hofflügel des Hauses Bitz in Frechen-Bachem ⊙
- 1990–1994: Bundesanwaltschaft in Karlsruhe ⊙
- 1990–1992: Rathaus für Senioren für den Verband für Alten-/Behindertenhilfe Frankfurt am Main, Eckgebäude Eschersheimer Landstraße 42-44[57]
- 1993–1995: Familiengericht in Berlin-Kreuzberg ⊙
- 1993–1996: Quartier 205 der Friedrichstadt-Passagen in Berlin-Mitte ⊙
- 1993–1999: Erweiterungsbauten für die Messe Berlin ⊙
- 1994–1995: Haus ohne Eigenschaften in Köln-Müngersdorf ⊙
- 1995–2001: Neubau eines Verwaltungsgebäudes für den Konzern E.ON[58][59] und Umbau des Museums Kunstpalast am Ehrenhof in Düsseldorf ⊙
- 1996–2001: Wallraf-Richartz-Museum in Köln ⊙
- 1998: Umbau Wohn und Lagerhaus zum Gemeindehauses in Utscheid[60] ⊙
- 1998: Planung Haus Moritz Hunzinger, Holzhausenstr 21, Frankfurt am Main (Realisierung: Jo. Franzke)
- 1998–2001: Dorotheenhöfe in Berlin-Mitte mit Karl-Heinz Winkens[61]⊙
- 1999: Forschungsstelle Potsdam des Alfred-Wegener-Instituts für Polar- und Meeresforschung im Wissenschaftspark Albert Einstein[62]⊙
- 2002–2004: Hugo-Preuß-Brücke in Berlin-Moabit[63] ⊙
- 2004–2006: Büro- und Geschäftshaus Contrescarpe-Center in Bremen ⊙
- 2006–2007: Eingangsbereich für die Kaiserthermen in Trier ⊙

## Projekte (Auswahl)

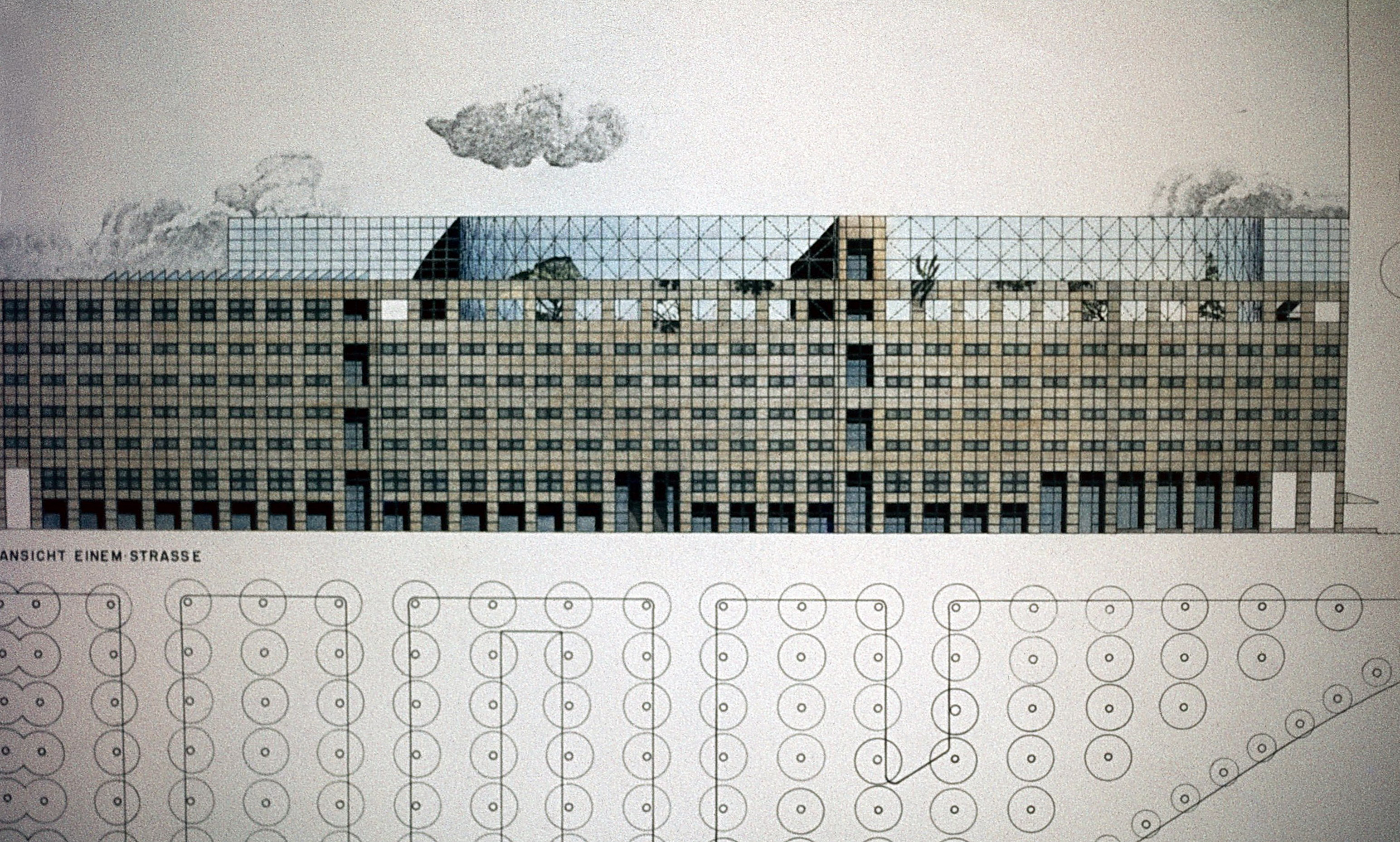
Wettbewerb Hotel Berlin (1977)

- 1965: Museen Preußischer Kulturbesitz, Berlin[64]
- 1977: Hotel Berlin am Lützowplatz, Wettbewerb (1977)
- 1980: Solarhaus-Entwürfe, Landstuhl[65][66]
- Ab 1994: Umfeldbebauung des Hauptbahnhofs, Berlin[64]
- Ab 2000: Umbau des Pergamonmuseums auf der Museumsinsel, Berlin[67]

## Ungers Archiv für Architekturwissenschaft

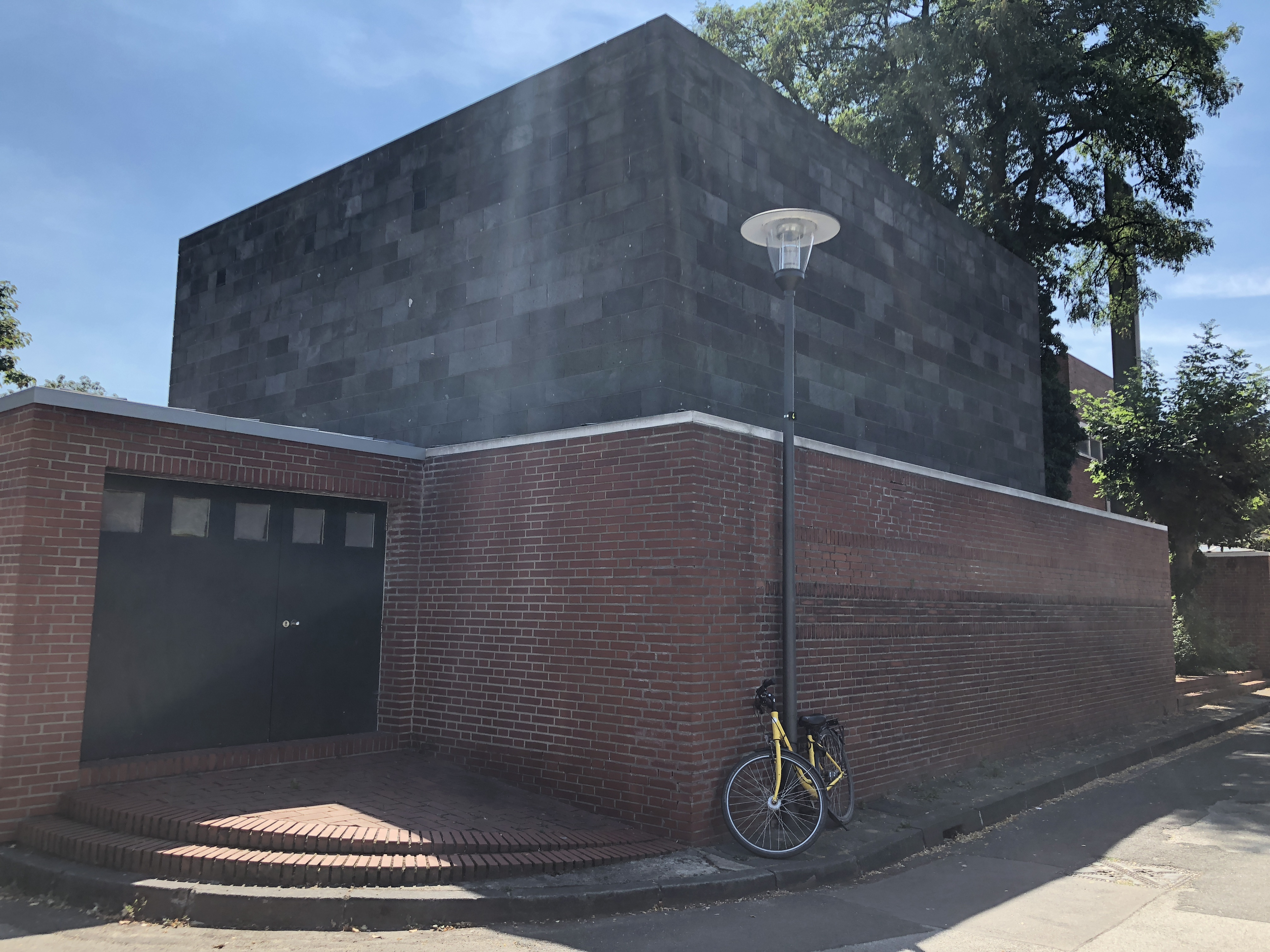
„Kubus-Haus“, Ungers Archiv für Architekturwisschenschaft (1989–90) (Foto: 2018)

Das Ungers Archiv für Architekturwissenschaft enthält seine Architekturbibliothek, mit deren Aufbau er in den 1950er Jahren begann, sowie den gesamten künstlerischen Nachlass des Architekten. Schwerpunkte der Bibliothek bilden Architekturtraktate, Werke zur Entstehung und Weiterentwicklung der Perspektive sowie Publikationen zur Farbenlehre. Die Bibliothek enthält unter anderem Vitruvs De Architectura Libri Decem in einer Ausgabe von 1495 sowie seltene Ausgaben wie das Staatliche Bauhaus in Weimar 1919–1923 und Veröffentlichungen der russischen Avantgarde, zum Beispiel Von zwei Quadraten des Architekten El Lissitzky. Untergebracht ist sie zusammen mit seinem Nachlass im Bibliothekskubus neben Ungers' denkmalgeschütztem Haus in der Belvederestraße 60 in Köln-Müngersdorf und steht der wissenschaftlichen Öffentlichkeit für Forschungsarbeiten zur Verfügung.

### Ungers Architekturikonen-Sammlung
Ebenfalls Bestandteil des Archivs für Architekturwissenschaft sind die Modelle von historischen Architekturikonen, die der Diplom-Designer und Architekturmodellbauer Bernd Grimm als freier Mitarbeiter in Zusammenarbeit mit dem Architekten angefertigt hat. Ungers Ziel war es, eine „dreidimensionale Sammlung“ historisch bedeutsamer Gebäude zu erstellen. Die Modelle sind in weißem Alabastergips ausgeführt und haben eine Unterkonstruktion aus Holz. Zusätzlich zu den Architekturikonen existieren auch Modelle von Hochhäusern.

### Modelle der Architekturikonen-Sammlung

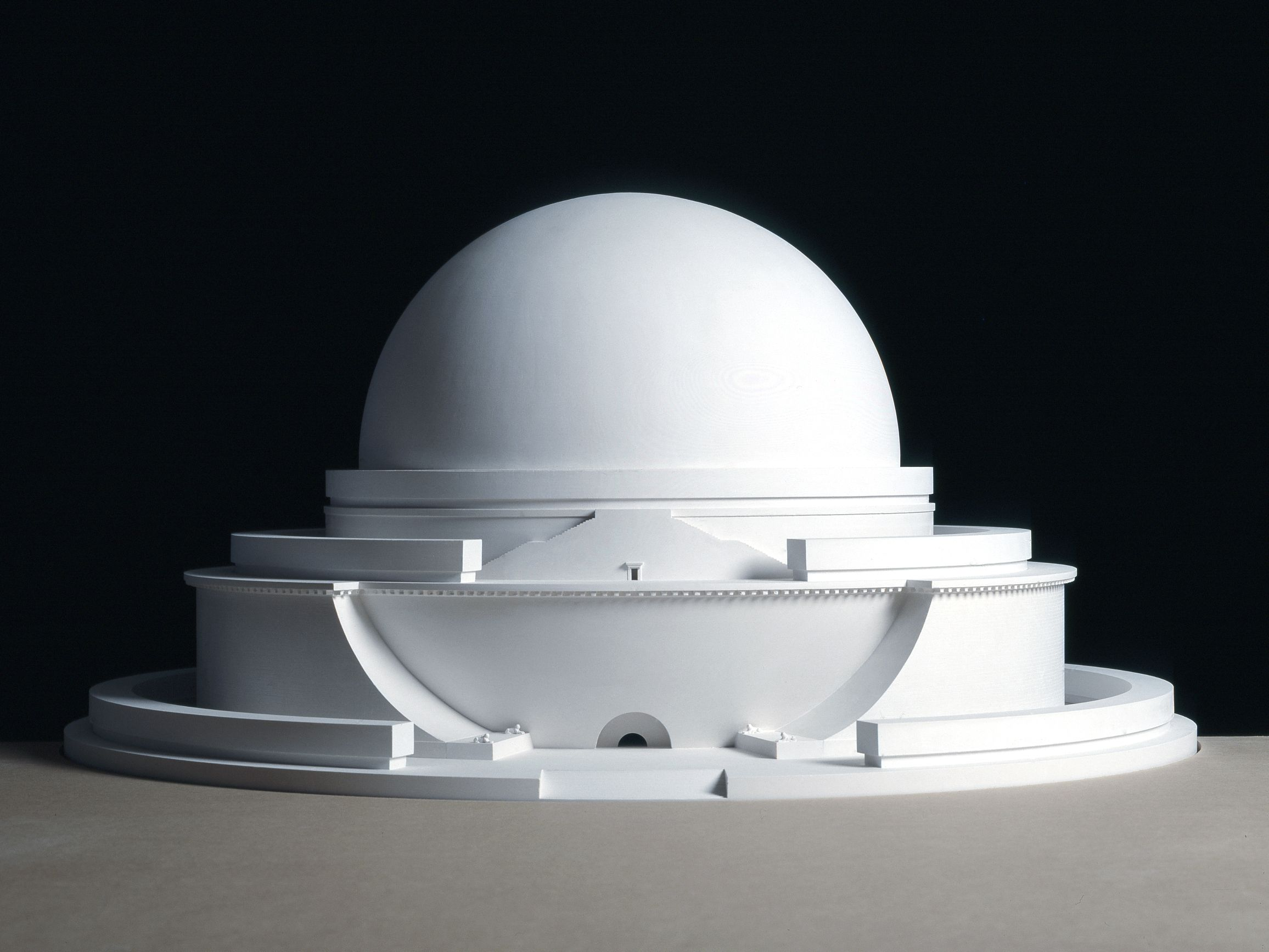
Kenotaph für Isaac Newton nach Plänen von Étienne-Louis Boullée

1993: Parthenon, Athen, 447–438 v. Chr., Modell im Maßstab 1:50
1995: Pantheon Rom, 118–128 n. Chr., Modell im Maßstab 1:50
2001: San Pietro in Montorio, Rom, 1502, Architekt: Donato Bramante, Modell im Maßstab 1:15
2001: Castel del Monte von Friedrich II, Apulien, 1240–1250, Modell im Maßstab 1:70
2002: Kenotaph für Isaac Newton, 1784, Architekt: Étienne-Louis Boullée, Modell im Maßstab 1:400
2004: Mausoleum des Theoderich, Ravenna, circa 520 n. Chr., Modell im Maßstab 1:20

## Ausstellungen (Auswahl)

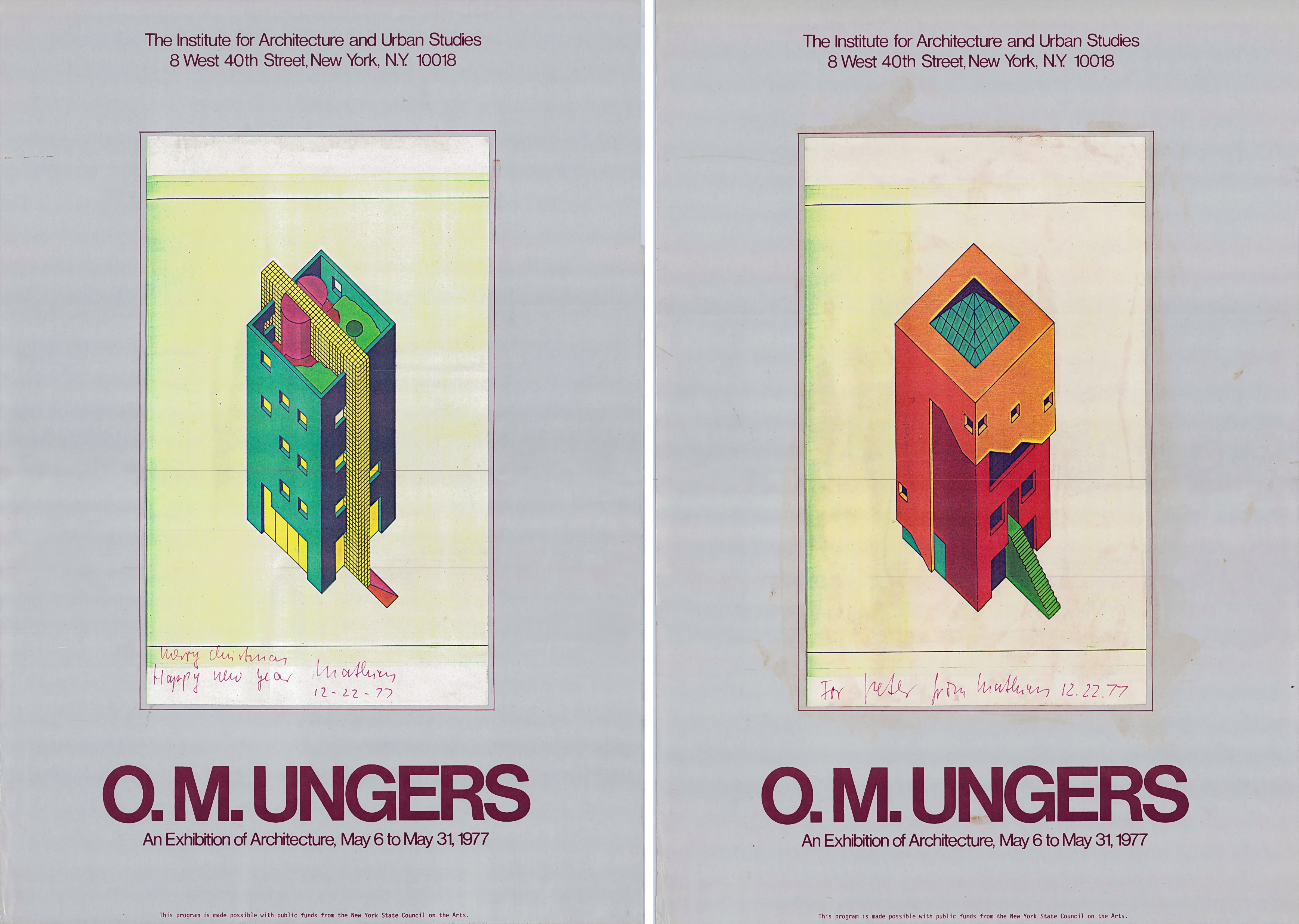
Poster des Marburg Projekts (Wohnbebauung Ritterstrasse)

- 1977: O.M. Ungers - An Exhibition of Architecture, The Institute for Architecture and Urban Studies, New York, NY. Div. Poster mit farbigen Darstellungen des Marburg-Projekts, Mai 1977
- 1985: O.M. Ungers. Sieben Variationen des Raumes - über die sieben Leuchter der Baukunst von John Ruskin, Kölnischer Kunstverein, Josef-Haubrich-Kunsthalle in Köln.[72]
- 1999: O. M. Ungers. Zeiträume. Architektur. Kontext, Wallraf-Richartz-Museum (Köln).[73]
- 27. Oktober 2006 bis 7. Januar 2007: Werkschau mit dem Titel O. M. Ungers. Kosmos der Architektur in der Neuen Nationalgalerie zu Berlin
Dabei wurden neben einer Auswahl seiner Projekte auch Beispiele aus seinen Sammlungen (Kunst, Bücher, Modelle) gezeigt.[74]
- 23. Juni bis 28. Juli 2016: O. M. Ungers. Erste Häuser, Architekturmuseum der TU Berlin.[75]
- 11. Juni bis 5. Juli 2018: O. M. Ungers. Programmatische Projekte, Architekturmuseum der TU Berlin.[76]

## Mitgliedschaften, Auszeichnungen und Ehrungen
- 1971: Mitglied des American Institute of Architects (AIA)
- 1987: Großer BDA-Preis
- 1987: Mitglied der Akademie der Wissenschaften zu Berlin
- 1988: Ehrenmitgliedschaft des Bundes Deutscher Architekten (BDA)
- 1989: Prix Rhenan/Strasbourg
- 1992: Member of the Moscow Branch of the International Academy of Architecture (IAA)
- 1997: Großes Verdienstkreuz des Verdienstordens der Bundesrepublik Deutschland
- 1999: Ehrendoktorwürde der TU Berlin
- 2000: Großer DAI-Preis für Baukultur des Verbandes Deutscher Architekten- und Ingenieurvereine
- 2001: Goetheplakette der Stadt Frankfurt am Main
- 2003: Ehrenmitglied der Hochschule für bildende Künste Hamburg
- 2006: Verdienstorden des Landes Nordrhein-Westfalen

## Galerie

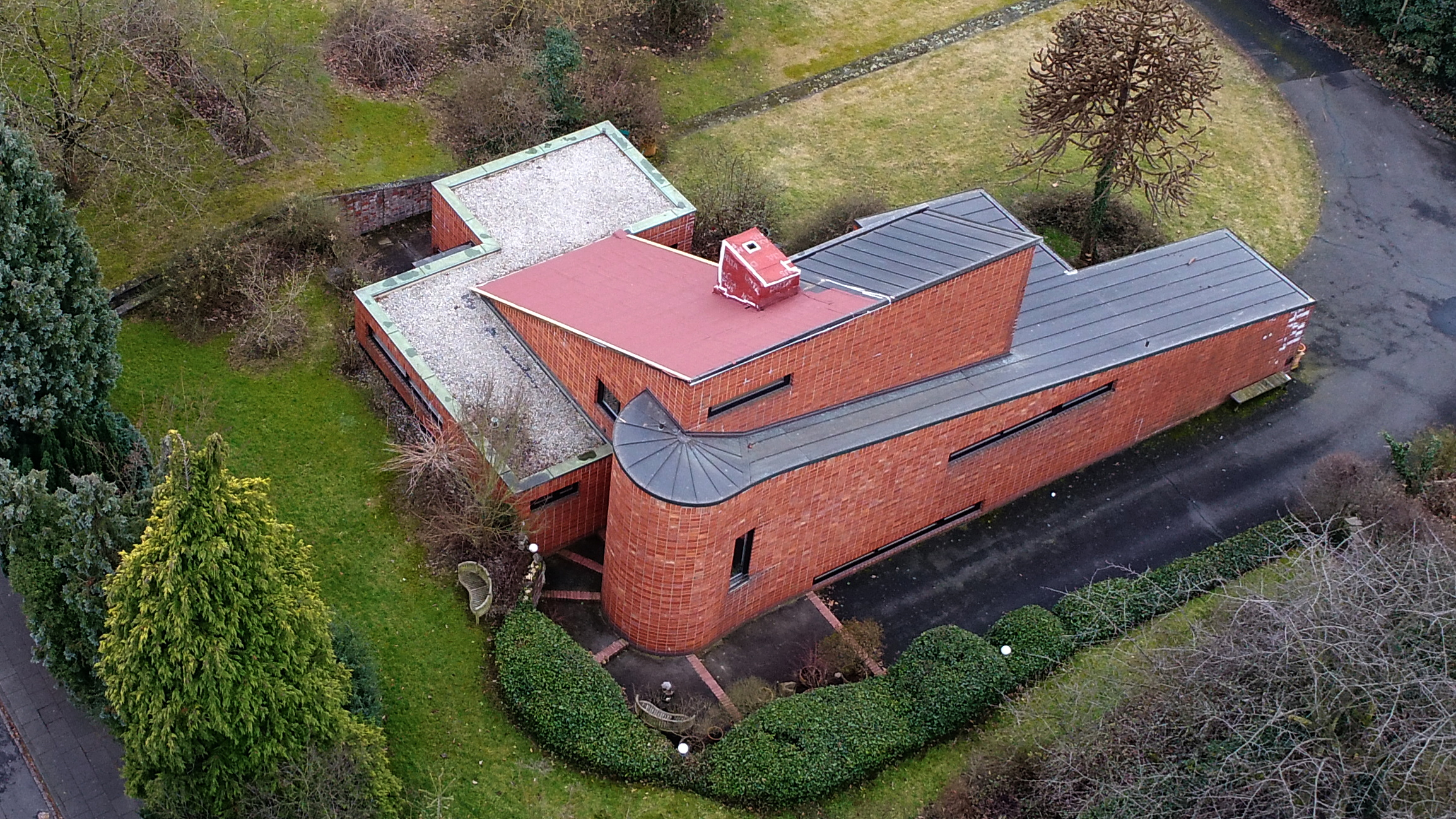
Villa Steimel in Hennef (1961–62), illegal abgerissen 2017
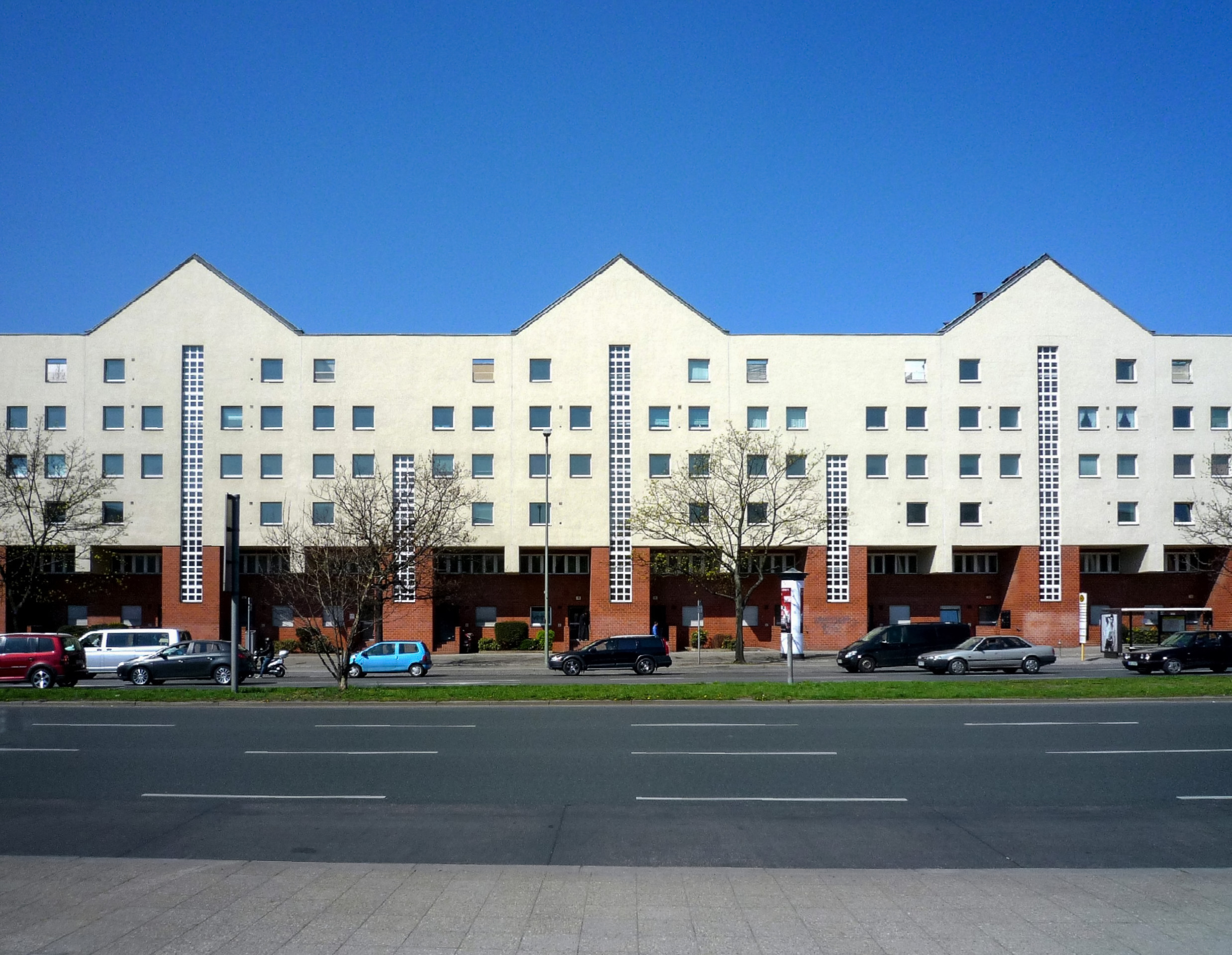
Wohnanlage am Lützowplatz in Berlin (1979–83), abgerissen 2013
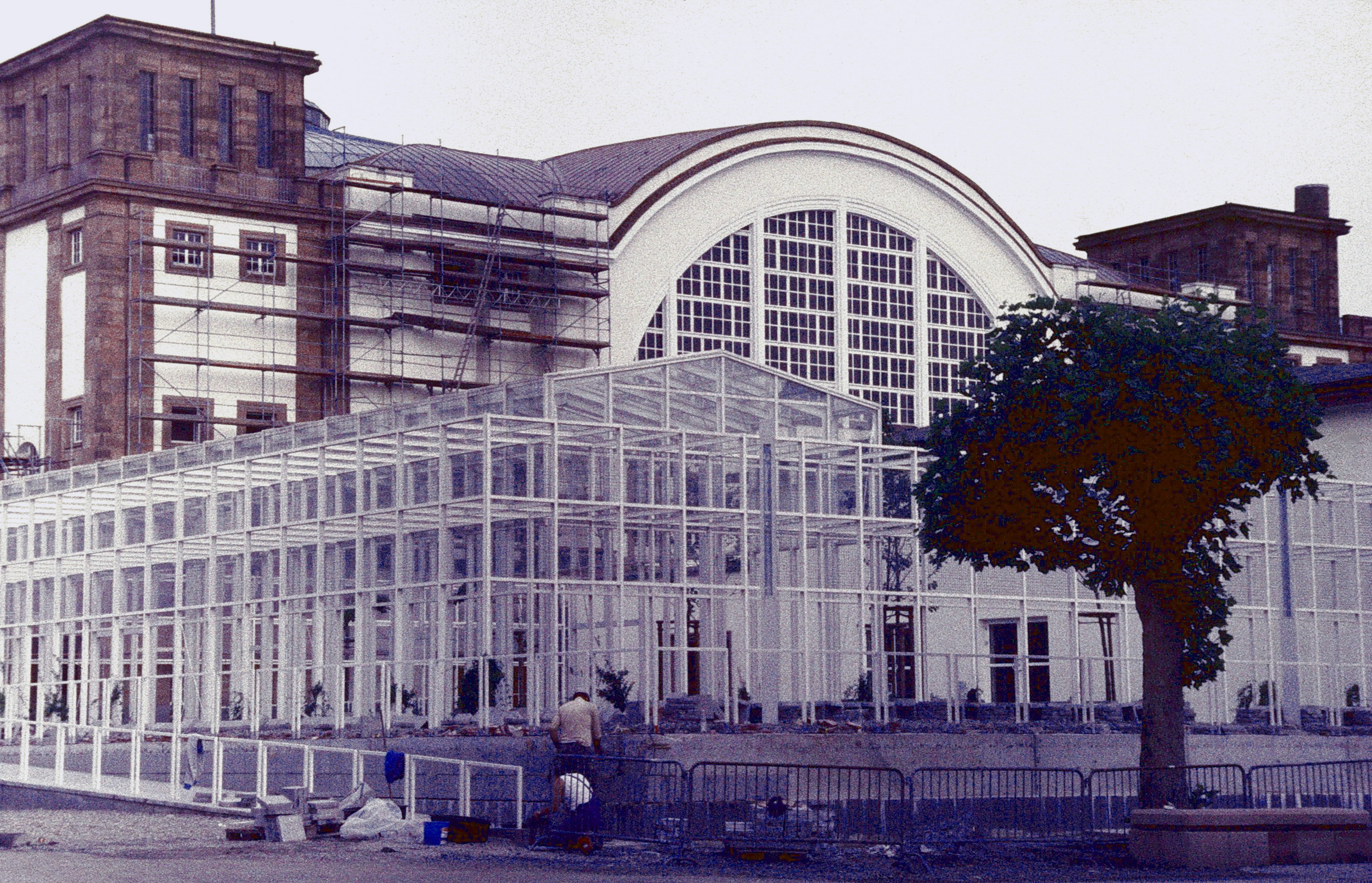
„Gewächshaus“ an der Messefesthalle in Frankfurt (1985), später zurückgebaut
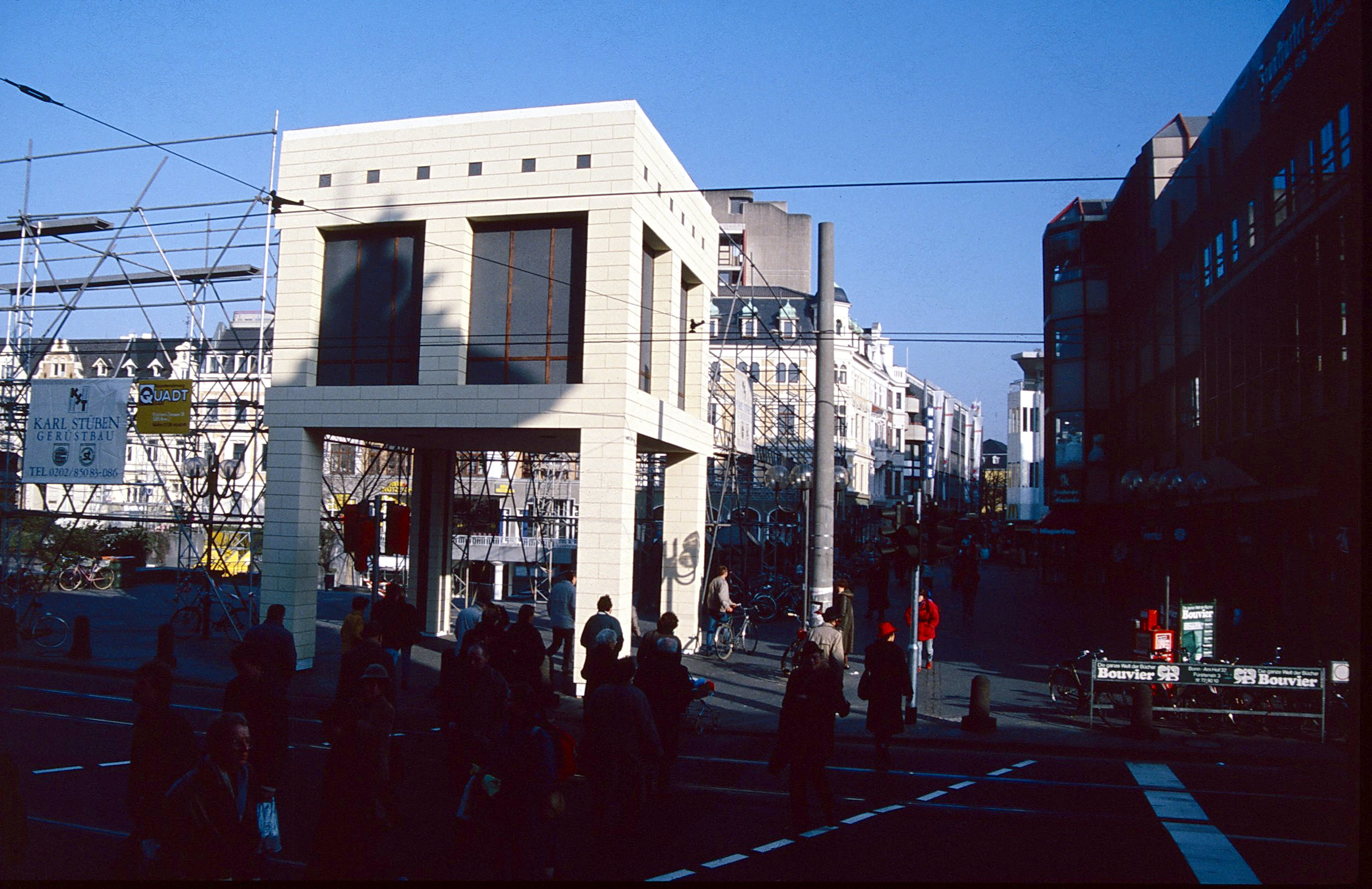
Eckausbildung des nicht realisierten Projekts zur Überbauung des „Bonner Lochs“ (1987)
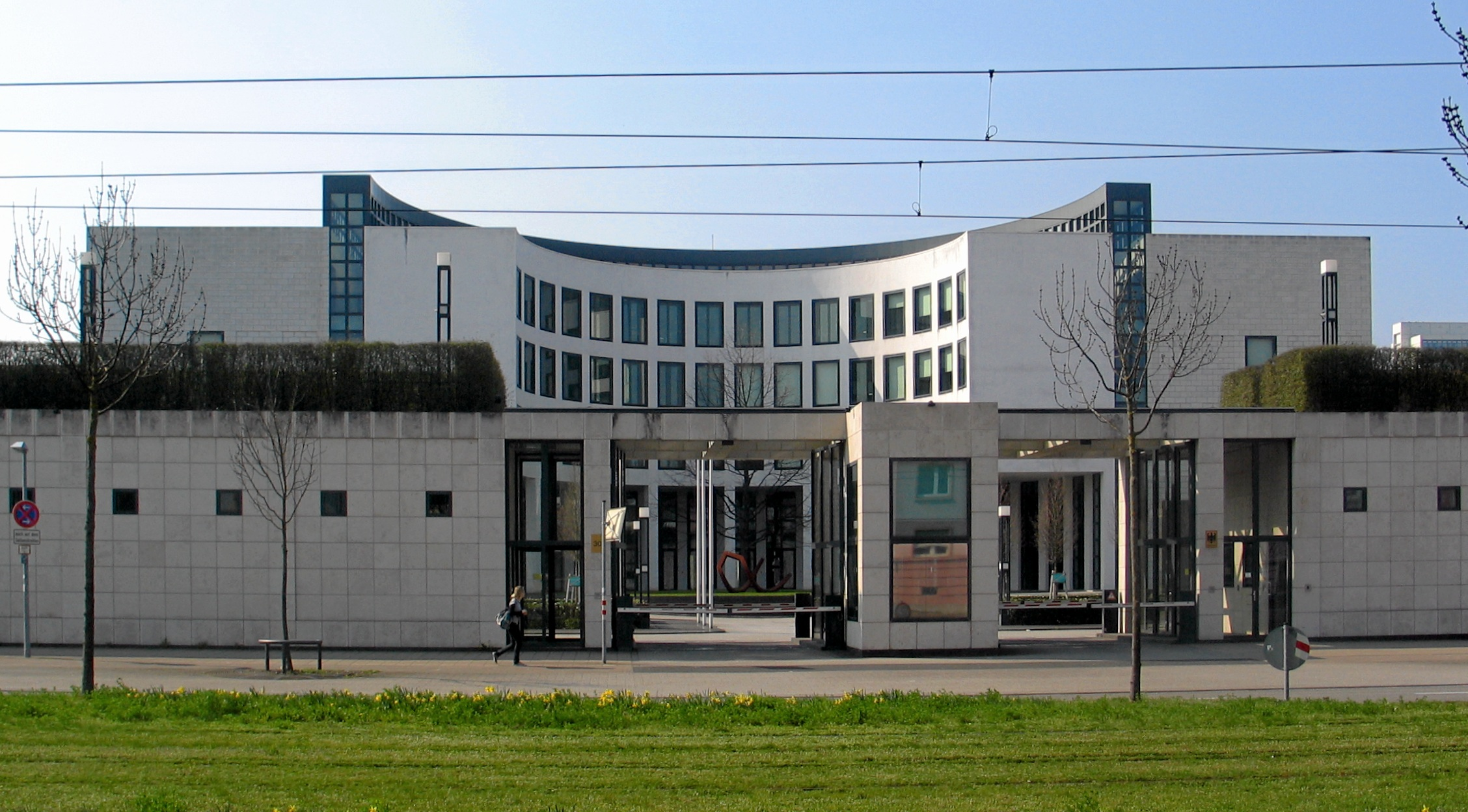
Generalbundesanwaltschaft in Karlsruhe (1994)
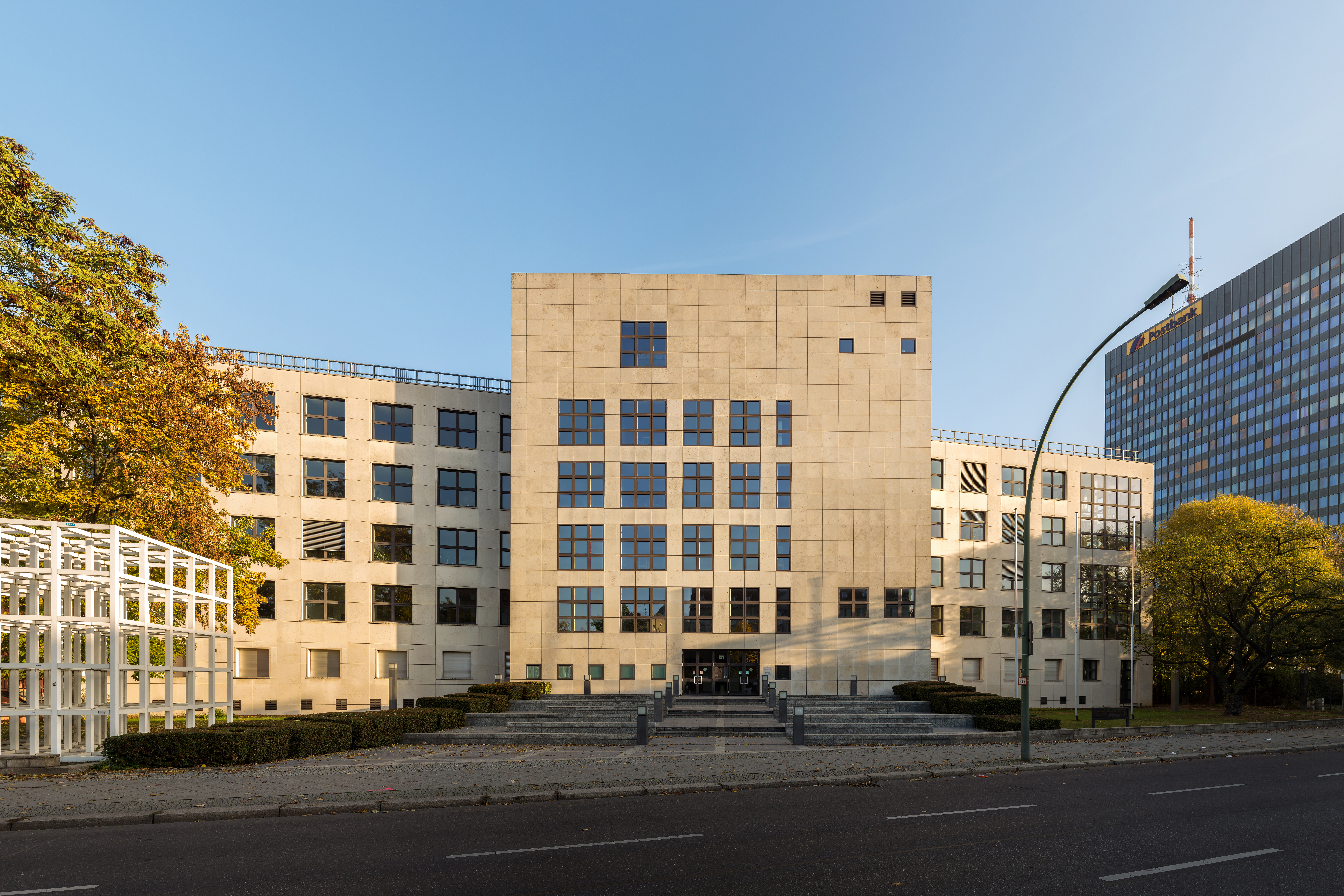
Familiengericht Berlin-Kreuzberg (1993-95)
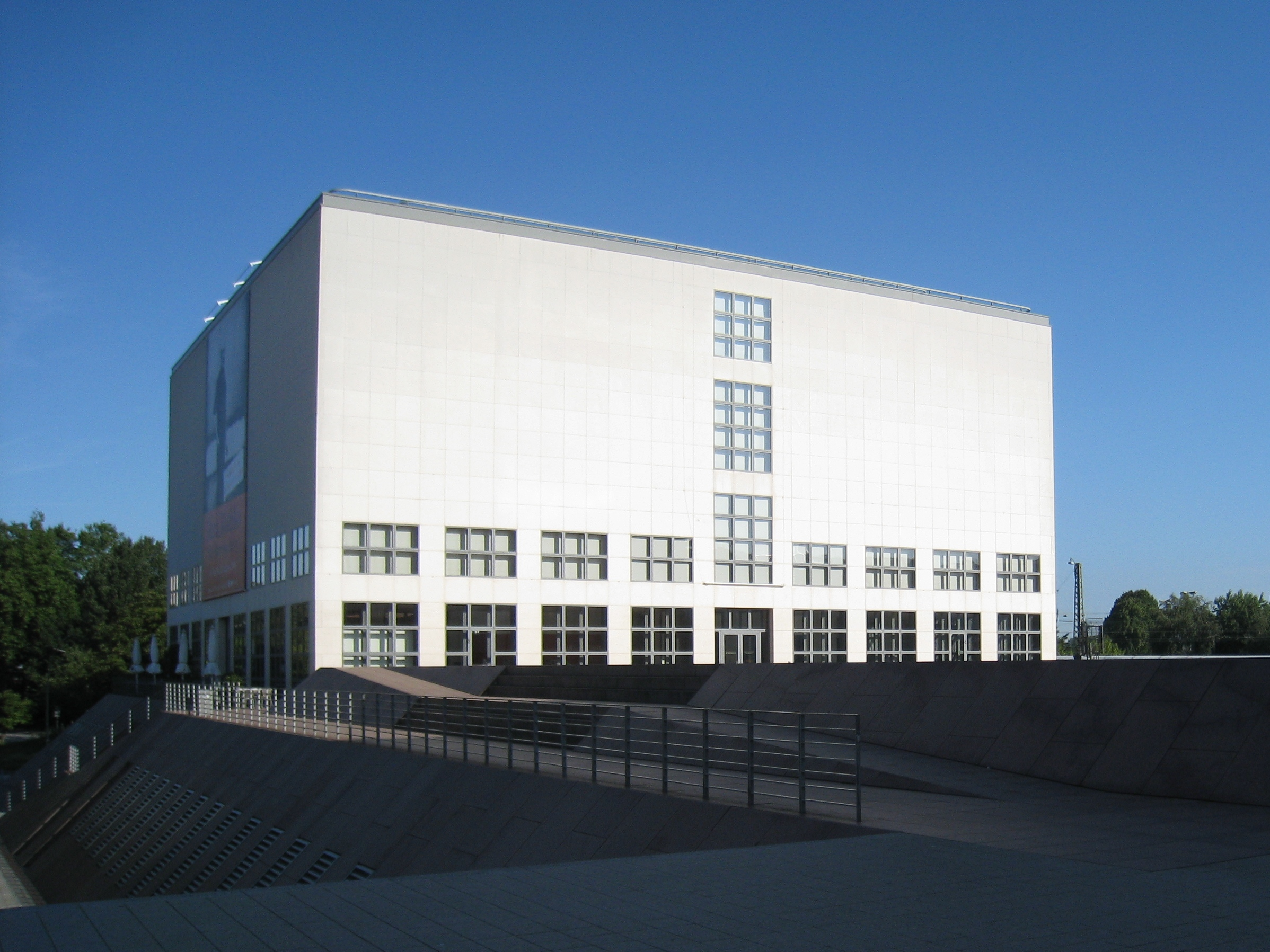
Galerie der Gegenwart, Erweiterung der Kunsthalle in Hamburg (1996–97)
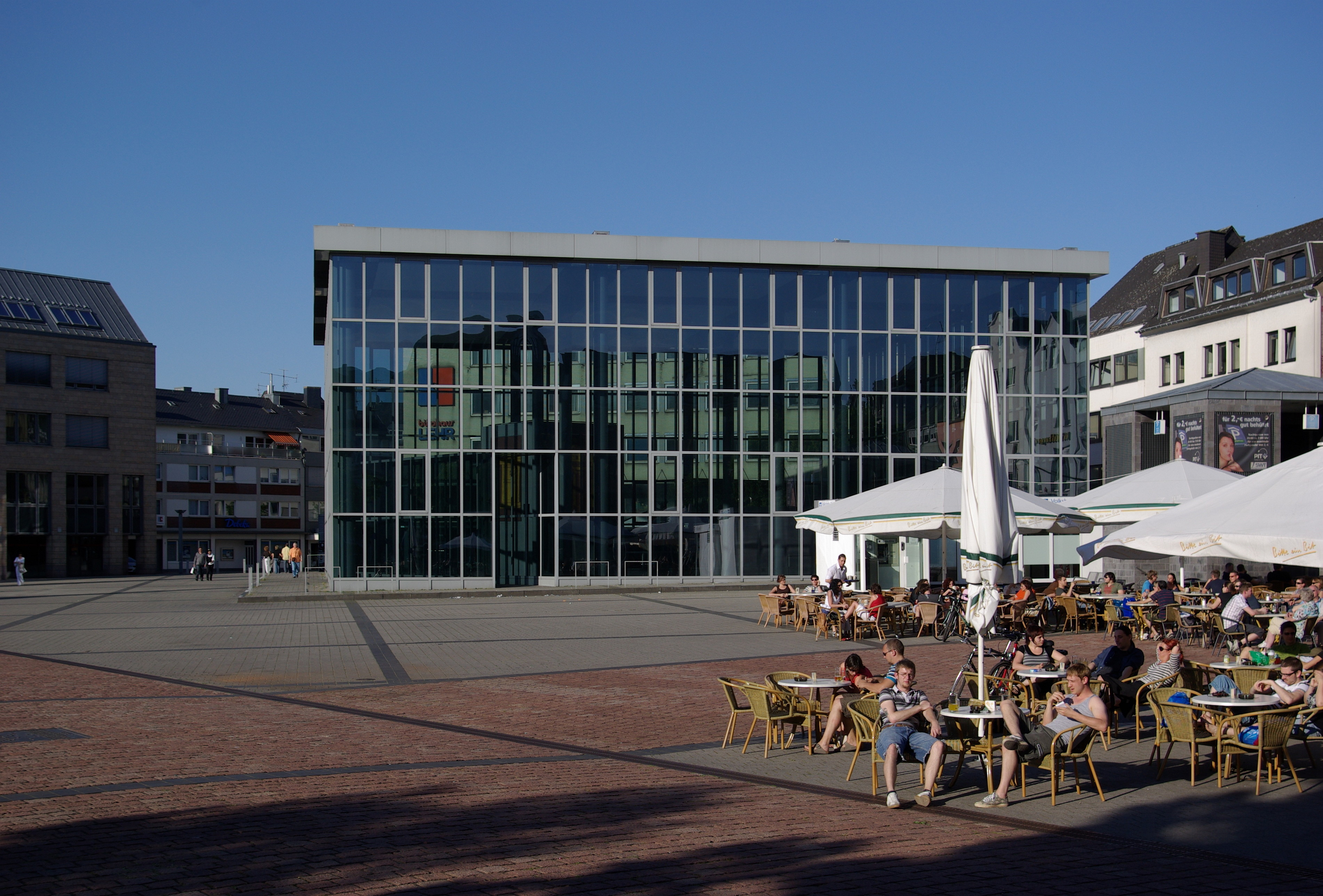
Thermenmuseum am Viehmarkt in Trier (1989-96)
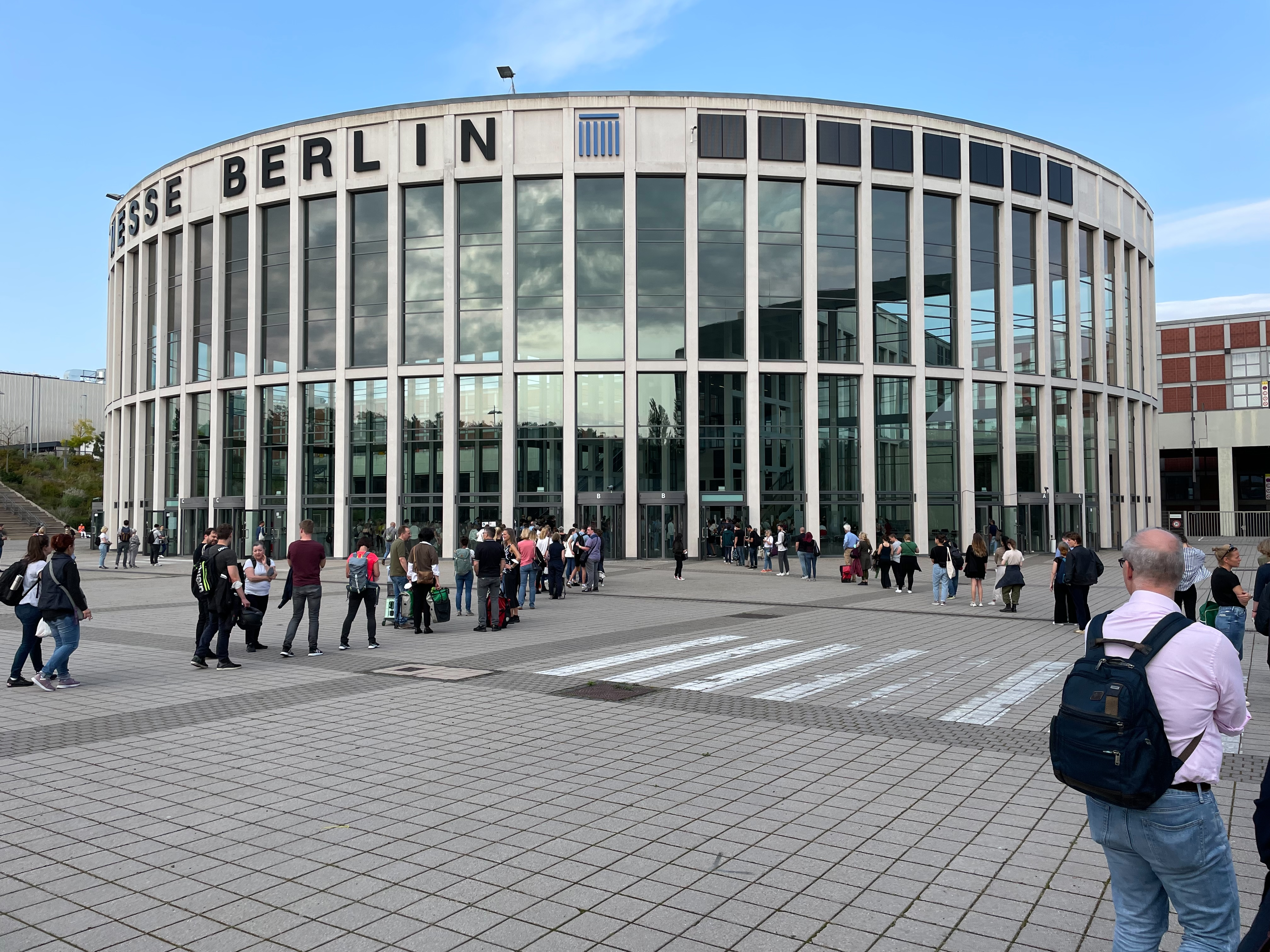
Südliches Eingangsgebäude der Messe Berlin (1993-99)
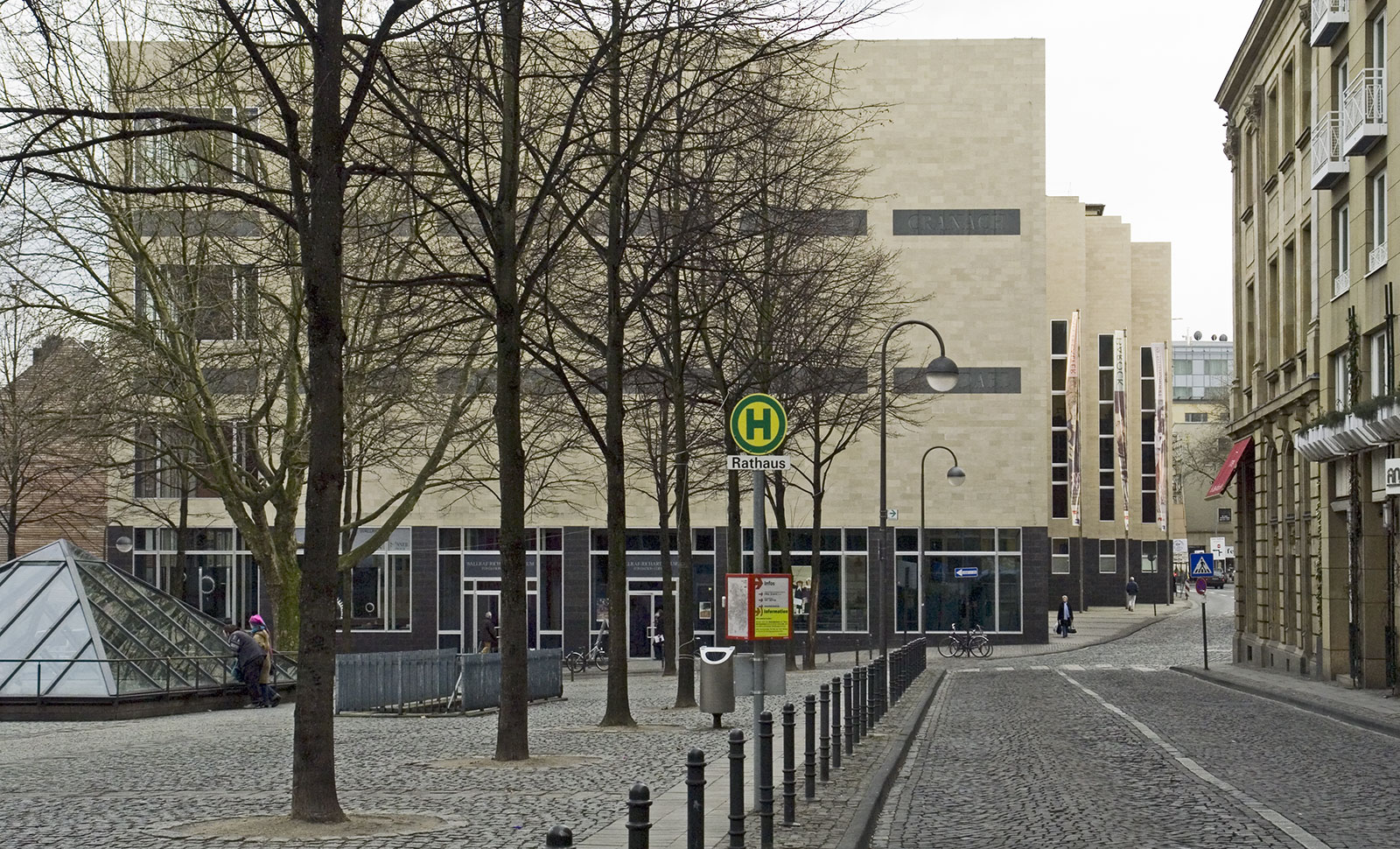
Wallraf-Richartz Museum in Köln (1996-2001)

## Veröffentlichungen (Auswahl)
- mit Lieselotte Ungers: Kommunen in der Neuen Welt. 1740–1971. Kiepenheuer und Witsch, Köln 1972, ISBN 3-462-00858-7.
- Die Thematisierung der Architektur. DVA, Stuttgart 1983, ISBN 3-421-02598-3.
- Entwerfen mit Vorstellungsbildern, Metaphern und Analogien. Anmerkungen zu einem morphologischen Konzept. In: Architektur 1951–1990. Stuttgart 1991.
- 10 Kapitel über Architektur. Ein visueller Traktat. (Anlässlich der Ausstellung „O.M.Ungers: Zeiträume – Architektur – Kontext“ erschienen) DuMont, Köln 1999, ISBN 3-7701-5271-9.